# Lesley Roy
Lesley Roy é uma cantora, compositora e guitarrista nascida em Balbriggan. Ela possuía contrato com a gravadora Religion Music e era licenciada pela Jive Records. Sua música tem sido descrita como um cruzamento entre Avril Lavigne e Melissa Etheridge. Participou no Festival Eurovisão da Canção 2021 com a canção “Maps”

## Biografia

### Carreira
A mãe de Lesley Roy, que também é cantora, tem contato com a indústria da música desde sua juventude. Lesley Roy começou a se apresentar com uma guitarra aos sete anos de idade, escrevia suas próprias canções e logo começou a gravar demostrações com os produtores locais e com o músico Rory O'Connor quando tinha 15 anos, o que a levou a um acordo com Glenn Herlihy. Jive Records A & R Jeff Fenster notaram seu trabalho e as duas produtoras, conjuntamente, decidiram financiar Lesley Roy em seu primeiro álbum.

### Unbeautiful
O álbum intitulado “Unbeautiful” foi lançado em 30 de setembro de 2008. Foi um dos mais tocados na Billboard's Top Heatseekers ficando em quinto lugar. Lesley Roy descreveu o significado do nome do álbum “Unbeautiful”, título de uma das músicas favoritas do álbum. “Dei esse nome ao álbum porque é que quando toco o fundo do poço. É como a pergunta de várias pessoas quando estão em um relacionamento, onde um questiona o outro sobre “desde quando você não me acha mais atraente?” É um sentimento universal em uma palavra invulgar. Muitas pessoas me perguntam sobre isso e se relacionam com ela. E o mundo não é perfeito. “Unbeautiful” parece um título realista para um monte de coisas que estão acontecendo”. A canção “Slow Goodbye” foi escrita por Katy Perry.

### Álbuns
- Unbeautiful (30 de setembro de 2008)

### Singles
- I'm Gone, I'm Going (2008)